# Milan Hašek
Milan Hašek (* 4. Oktober 1925 in Prag; † 14. November 1984 ebenda) war ein tschechoslowakischer Immunologe.
Hašek war seit 1953 Leiter der Abteilung Experimentelle Biologie und Genetik im Institut für Biologie der Tschechoslowakischen Akademie der Wissenschaften und bis 1970 Direktor des 1962 daraus gegründeten Instituts für Experimentelle Biologie und Genetik (IEGB) der Tschechoslowakischen Akademie der Wissenschaften. Nach dem Ende des Prager Frühlings verlor er seine Position als Direktor.
Er war 1953 einer der Entdecker der immunologischen Toleranz in Experimenten mit Hühnerembryos, bei denen er ein gemeinsames Blutkreislaufsystem herstellte. Er zeigte dann, dass die Antikörper-Reaktion eines Embryos gegen die roten Blutkörperchen des anderen fehlte. Der Nobelpreis ging allerdings nur an Frank Macfarlane Burnet und  Peter Medawar, dessen diesbezügliche Arbeit mit Billingham und Brent ebenfalls 1953 in Nature erschien. Dazu trug bei, dass Hašek seinen Aufsatz nur in tschechischer Sprache veröffentlichte. Ähnliche Experimente wie Hašek, nur an Kälbern, hatte 1945 schon Ray Owen ausgeführt, dessen Arbeit die von Medawar und Kollegen beeinflusste, die Hašek aber wohl nicht kannte.
Im Jahr 1966 wurde er zum Mitglied der Leopoldina gewählt. 1968 erhielt er den Emil-von-Behring-Preis.